# Josep Torné i Cubells
Josep Torné i Cubells (el Molar, Priorat, 22 de juny de 1956 - Sabadell, Vallès Occidental, 20 de novembre de 2020) va ser un monjo cistercenc i sacerdot català.
Era llicenciat en Història Medieval per la Facultat de Geografia i Història de la Universitat de Barcelona (1982). Va estudiar al Seminari Conciliar de Barcelona, i fou ordenat sacerdot a la parròquia de la Mare de Déu de les Neus de Barcelona el 18 d'abril de 1984, d'on fou nomenat vicari aquell mateix any juntament amb el de la parròquia de Sant Pere Ermengol. Tres anys més tard, el 1987, fou nomenat rector d'aquestes dues parròquies. El 1990 va ingressar com a monjo al monestir cistercenc de Santa Maria de Poblet, on professà temporalment, a més d'exercir d'arxiver del monestir. L'any 1994 va ingressar al monestir de Santa María de Valdediós, a Astúries. El 1999 va tornar a l'Arxidiòcesi de Barcelona, destinat a la parròquia de Santa Eulàlia de Vilapicina, on estigué fins al 2013. Posteriorment, entre el 2013 i el 2016, exercí de vicari a la parròquia de Sant Josep Oriol de Barcelona. Des del setembre de 2016 era vicari de les parròquies de Sant Roc (al barri de Can Puiggener) i de la Mare de Déu dels Dolors (al barri de Torre-romeu), ambdues a Sabadell.
Torné havia estat també col·laborador científic de la Facultat de Teologia de Catalunya i membre del Seminari de Teologia Medieval catalana. El P. Torné havia estat professor de la Facultat Antoni Gaudí.

## Obres
- Torné i Cubells, Josep; Rambla, Josep M.; Torralba, Francesc. Mestres espirituals cristians: tres mestres, tres èpoques, tres estils.  Barcelona: Fundació Joan Maragall: Claret, 2007 (Quaderns; 82). ISBN 978-84-98460-44-5. OCLC 804493170.
- Torné i Cubells, Josep. Catàleg dels pergamins de l'actual arxiu del Monestir de Poblet.  Barcelona: Institut d'Estudis Catalans: Facultat de Teologia de Catalunya: Monestir de Santa Maria de Poblet, 2010 (Corpus scriptorum Cataloniae. Series D. Subsidia; 1). ISBN 978-84-92583-97-3. OCLC 804856774.
- Torné i Cubells, Josep. Oracions de la tradició litúrgica per als salms: sèries africana, romana i hispànica: per ajudar a fer-ne una interpretació cristiana.  Barcelona: Centre de Pastoral Litúrgica, 2020 (CPL Libri; 40). ISBN 978-84-91652-87-8.